# Brihaspa chrysostomus
Brihaspa chrysostomus là một loài bướm đêm trong họ Crambidae.